# ExtendScript
ExtendScript — язык сценариев и связанный с ним набор инструментов, разработанный Adobe Systems, предназначенный для использования с продуктами Creative Suite ECMAScript 3и Technical Communication Suite. Это диалект стандарта ECMAScript 3, поэтому он похож на JavaScript и ActionScript. Инструментарий поставляется в комплекте с выпусками Creative Suite и Technical Communication Suite и может получить доступ к инструментам в таких приложениях, как Photoshop, FrameMaker, InDesign или After Effects для проектов пакетной обработки.